# Eftimis Filipu
Eftimis Filipu, gr. Ευθύμης Φιλίππου (ur. 18 stycznia 1977 w Acharnes) – grecki pisarz, dramaturg i scenarzysta filmowy. Współtwórca sukcesów tzw. nowej fali w kinie greckim XXI wieku.
Stały współpracownik reżysera Jorgosa Lantimosa, z którym jak dotychczas pracował przy czterech filmach: Kieł (2009), Alpy (2011), Lobster (2015) i Zabicie świętego jelenia (2017). Współpracował również z Athiną Rachel Tsangari (Chevalier, 2015).
Laureat wielu prestiżowych nagród filmowych. Za Alpy otrzymał wraz z Lantimosem Złotą Osellę za najlepszy scenariusz na 68. MFF w Wenecji. Lobster przyniósł im obydwu m.in. nagrodę za najlepszy scenariusz na 70. MFF w Cannes, Europejską Nagrodę Filmową dla najlepszego scenarzysty oraz nominację do Oscara za najlepszy scenariusz oryginalny.